# Bratski (Tijoretsk)
Bratski (del ruso: Братский) es un posiólok del raión de Tijoretsk del krai de Krasnodar, en Rusia. Está situado a orillas del río Sosyka, afluente del Yeya, 19 km al norte de Tijoretsk y 139 km al nordeste de Krasnodar, la capital del krai. Tenía 1 227 habitantes en 2010
Es cabeza del municipio Brátskoye, al que pertenecen asimismo Latysh, Západni, Krasni Borets, Léninskoye Vozrozhdeniye, Mirni, Sovetski, Yuzhni. En su conjunto tenía 2 480 habitantes.

## Transporte
Al oeste de la localidad pasa la carretera federal M29 Cáucaso.